# Austrolimnophila (Austrolimnophila) michaelseni
Austrolimnophila (Austrolimnophila) michaelseni is een tweevleugelige uit de familie steltmuggen (Limoniidae). De soort komt voor in het Neotropisch gebied.